# Єпархія Африка
35° пн. ш. 9° сх. д. / 35° пн. ш. 9° сх. д.
Африканська єпархія (лат. Dioecesis Africae) -єпархія пізньої Римської імперії, яка поширювалася на провінції Північної Африки, за винятком Єгипту.

## Історія
Його столицею був Карфаген, підпорядковувався префектурі преторії Італії.
До єпархії входили провінції проконсульської Африки (також відомі як Зевгітана), Візакена, Мавританія Сітіфенсіс, Мавританія Цезареська, Нумідія і Триполітанія.
Єпархія була заснована після провінційних реформ, яких бажали Діоклетіан і Костянтин в останні роки третього і на початку четвертого століття, і продовжувала існувати до вторгнення вандалів в Африку (430 років).
Єпархія припинила своє існування в 439 році, коли Карфаген потрапив до рук вандалів; деякі з його провінцій (Мавританія та частина Нумідії, а також Триполітанія) були повернуті римлянам у 442 році, але знову були втрачені після розгрому Риму в 455 році, коли вандали завоювали все узбережжя Північної Африки, а також Сицилію, Сардинію, Корсику та Балеарські острови.
Провінції залишалися в стані вандалізму до відвоювання римлянами Північної Африки імператором Юстиніаном I; після того, як римляни знову завоювали, провінції Північної Африки були знову перегруповані, цього разу не в єпархії, а в префектурі преторії Африки.

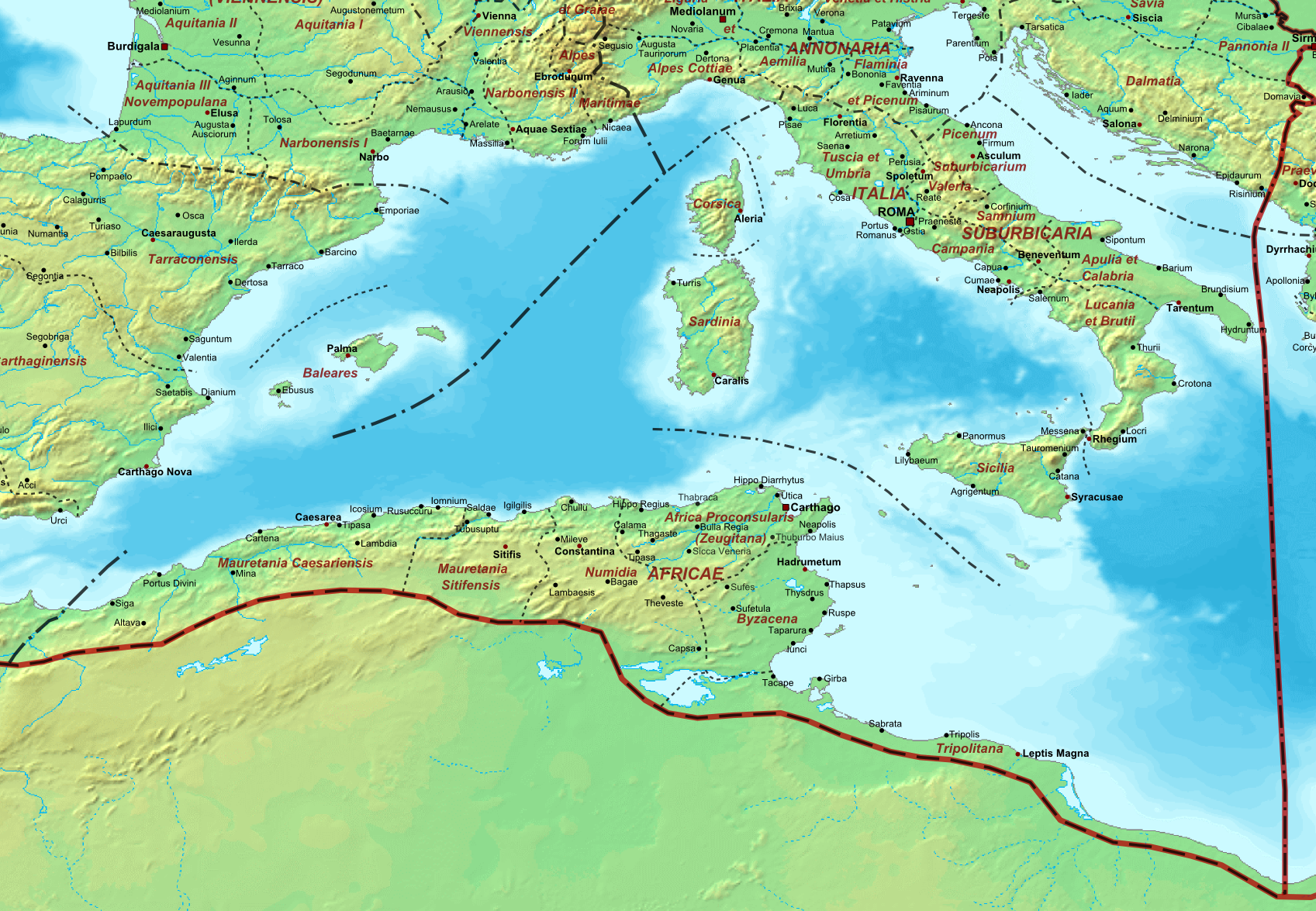
Африканська єпархія в 400 р.

## Вікарії Африки
- Фабіо Аконіо Катуліно Філомазіо (338-339)
- Джуліо Ебуліда (344)
- Мартініан (358)
- Вірій Нікомах Флавіан (376-377)
- Альфеній Сеіоніо Джуліано синьо Каменіо (381)
- Домінатор (398 - 399)[1]
- Сесіліан (404)
- Гауденцій (409)
- Македоній (413/414)[2]
- Боніфацій (? - 432)

## Примітка
1. ↑  The Prosopography of the Later Roman Empire: Volume 2, AD 395-527, p. 369.
2. ↑  The Prosopography of the Later Roman Empire: Volume 2, AD 395-527, p. 697.